# Askeran
Askeran (armeniska: Ասկերան, azerbajdzjanska: Əsgəran) är en ort i Azerbajdzjan. Den ligger i distriktet Xocalı Rayonu, i den centrala delen av landet, 260 kilometer väster om huvudstaden Baku. Askeran ligger 512 meter över havet och antalet invånare är 1 639.
Terrängen runt Askeran är huvudsakligen kuperad, men åt nordost är den platt. Närmaste större samhälle är Stepanakert, 14,9 kilometer sydväst om Askeran. 
Omgivningarna runt Askeran är en mosaik av jordbruksmark och naturlig växtlighet. Runt Askeran är det ganska glesbefolkat, med 34 invånare per kvadratkilometer.